# Ontinyent (kommunhuvudort)
Ontinyent är en kommunhuvudort i Spanien.   Den ligger i provinsen Província de València och regionen Valencia, i den östra delen av landet, 300 km sydost om huvudstaden Madrid. Ontinyent ligger 369 meter över havet och antalet invånare är 37 735.
Terrängen runt Ontinyent är kuperad åt sydväst, men åt nordost är den platt. Runt Ontinyent är det ganska tätbefolkat, med 108 invånare per kvadratkilometer. Närmaste större samhälle är Alcoy, 17,2 km sydost om Ontinyent. 